# Bataille de Numistro
Deuxième guerre punique
Batailles
219 av. J.-C. : Sagonte
218 av. J.-C. : Rhône, Cissa, Tessin, La Trébie
217 av. J.-C. : Victumulae, Plaisance, Èbre, Lac Trasimène, Geronium
216 av. J.-C. : Cannes, Selva Litana, Nola (1re)
215 av. J.-C. : Cornus, Dertosa, Nola (2e)
214 av. J.-C. : Nola (3e) 
 213 av. J.-C. : Syracuse
212 av. J.-C. : Capoue (1re), Silarus, Herdonia(1re)
 211 av. J.-C. : Bétis, Capoue (2e)
210 av. J.-C. : Herdonia (2e), Numistro
209 av. J.-C. : Asculum, Carthagène
208 av. J.-C. : Baecula
207 av. J.-C. : Grumentum, Métaure
206 av. J.-C. : Ilipa, Carthagène (2e) (ca)
204 av. J.-C. : Crotone
203 av. J.-C. : Utique, Grandes Plaines
202 av. J.-C. : Zama
La bataille de Numistro en 210 av. J.-C. est une bataille opposant les troupes d'Hannibal aux forces romaines du consul Marcus Claudius Marcellus. Cette bataille fait suite à une défaite des Romains dans leur tentative de reprendre des villes qui leur étaient anciennement alliées. Marcellus voulait en quelque sorte se venger de ses défaites. Cette bataille fait donc partie de la tentative de reconquête de l'Italie du Sud par les Romains.

## Prémices de la bataille
Lorsque Marcellus arriva auprès des forces d'Hannibal, il établit son camp à Numistro sous les yeux d'Hannibal qui occupait une colline. Quelque temps plus tard, Marcellus rangea son armée en ordre de bataille. Hannibal ne refusa pas le combat et plaça son aile droite sur la colline alors que l'aile gauche des Romains se situait aux alentours de la ville de Numistro.

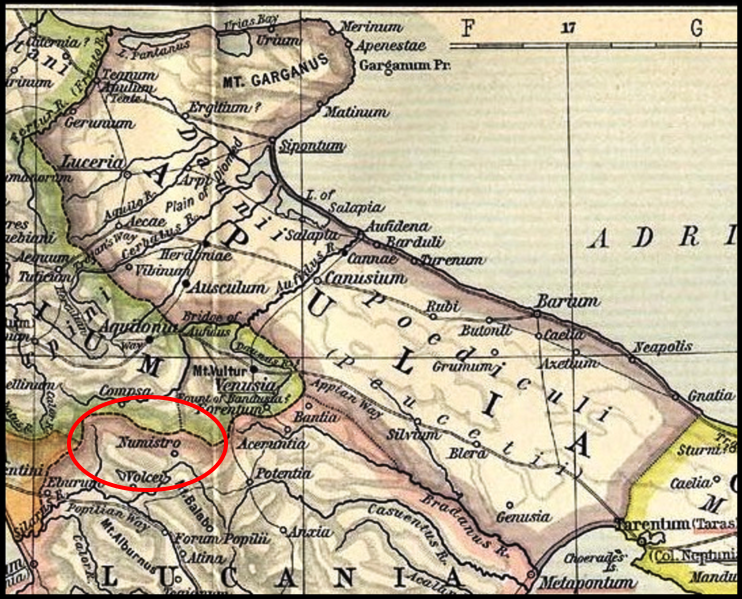
Localisation de Numistro, en Lucanie, aux confins du Samnium et de l'actuelle région des Pouilles, selon un atlas de 1911.

## Déroulement de la bataille
La bataille de Numistro dura longtemps et dès les premiers engagements qui eurent lieu au milieu de l'après-midi jusqu'au soir, les premières lignes de chaque camp furent épuisées. Les Romains avaient engagé la première légion tandis que Hannibal avait engagé les frondeurs des Baléares ainsi que plusieurs unités, mais la victoire n'avait pas encore choisi son camp.
Peu à peu les réserves remplacèrent les hommes qui luttaient en première ligne. Le lendemain aucun combat n'eut lieu et les Romains dépouillèrent les cadavres. La nuit suivante, Hannibal s'enfuit et partit pour l'Apulie. Marcellus décida de le poursuivre laissant à Lucius Furius Purpurins le soin de garder les blessés. Pendant encore quelques jours des combats désordonnés de cavalerie et d'infanterie eurent lieu, le plus souvent favorables aux Romains.